# Пешков, Виктор Петрович
Виктор Петро́вич Пешков (р. 1945, Караганда, Казахская ССР) — депутат Государственной думы второго, третьего созывов и шестого созывов. Член КПСС с 1973 года. Одним из «серых кардиналов» КПРФ указывал его А. Тарасов.

## Биография
Родился в Караганде. Проходил службу в вооружённых силах, окончил офицерские курсы «Выстрел», имеет звание майора.
Высшее образование получил в Московском авиационном технологическом институт. Затем учился в Всесоюзном юридическом заочном институте и Российской академии управления. Защитил кандидатскую диссертацию по психологии в Российской академии управления, докторскую диссертацию по социологии в Институте социально-политических исследований РАН.
Рабочую картеру начал на комбинате «Карагандауголь», после окончания института работал на московском агрегатном заводе «Наука» Министерства авиационной промышленности, где дошёл до должности начальника цеха. Был советником президента АФК «Система».
В КПСС с 1973 года. Занимал должности заведующего отделом, секретаря Свердловского райкома КПСС Москвы, консультанта отдела гуманитарных и идеологических проблем ЦК Компартии РСФСР, входил в президиума ЦК КПРФ, был секретарём ЦК КПРФ, советником председателя ЦК КПРФ.
Являлся депутатом районного Совета народных депутатов Москвы в течение трёх созывов, депутатом Государственной думы в течение трёх созывов. В районном совете возглавлял комиссию по законодательству. В 2016 году проиграл выборы в Государственную дум по одномандатному округу 26, заняв третье место.